# Mellicta aurelia
Mellicta aurelia är en fjärilsart som beskrevs av František Antonín Nickerl 1850. Mellicta aurelia ingår i släktet Mellicta och familjen praktfjärilar. Inga underarter finns listade i Catalogue of Life.

## Beskrivning

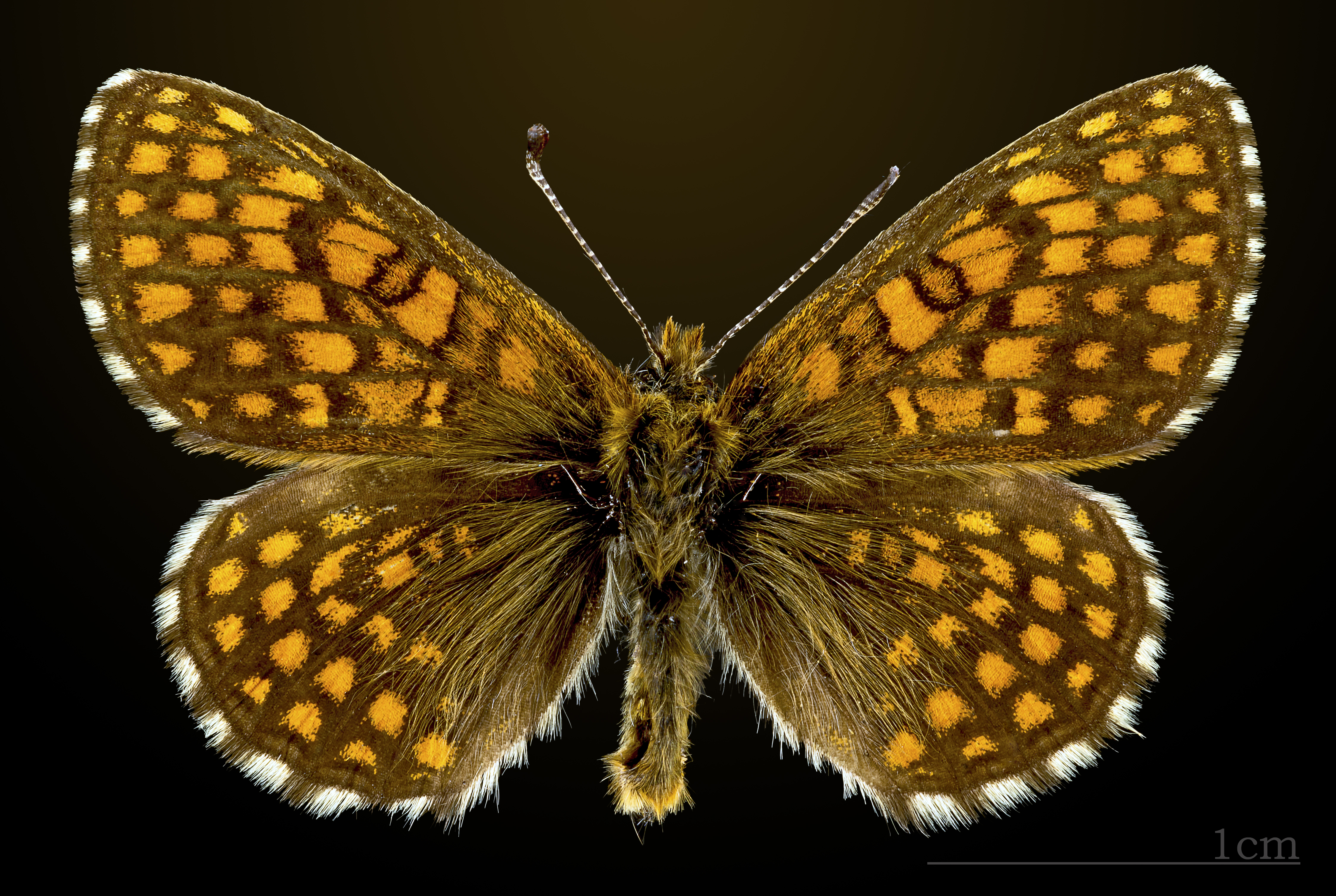
♂
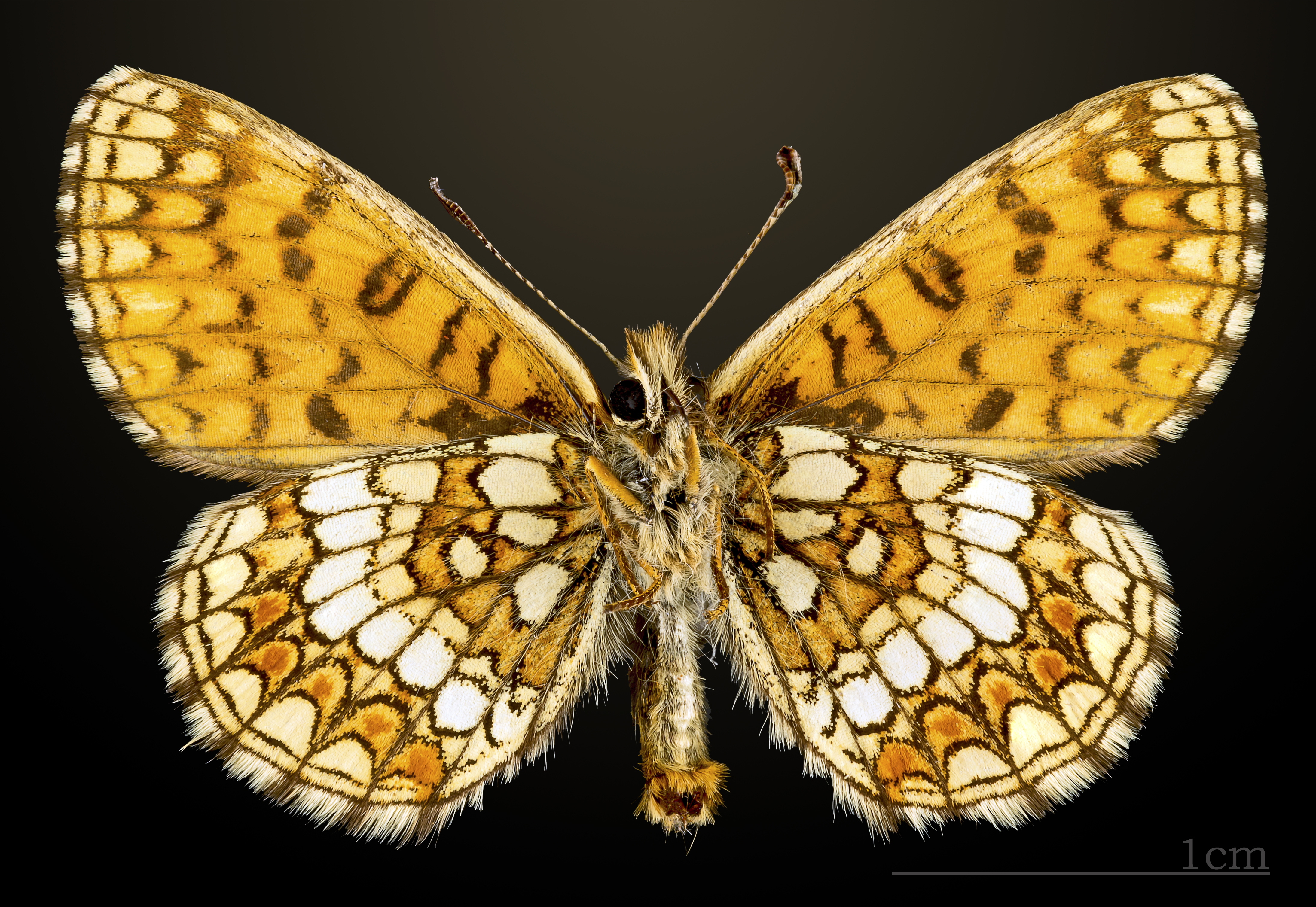
♂△